# Црква Светог кнеза Лазара у Бирмингему
Црква Светог кнеза Лазара (енгл. Church of the Holy Prince Lazar), позната као Спомен-црква изгнаних Срба у Великој Британији (енгл. Memorial church of exiled Serbs in the UK) или једноставно Лазарица (енгл. Lazarica), црква је Епархије британско-скандинавске Српске православне цркве. Налази се у Коб Лаејну у Борнвилу, селу у Бирмингему у Уједињеном Краљевству. Цркву су изградиле политичке избјеглице из Југославије послије Другог свјетског рата за своје потребе, уз подршку породице Кадбери. Срби имају везе са Борнвилом још од Првог свјетског рата, када је Елизабет Кадбери била спонзор за тринаесторо српске дјеце избјеглица.
Црква је изграђена у моравском стилу из 14. вијека, према плану архитекте др Драгомира Тадића уз помоћ С. Ј. Клевера из Bournville Village Trust, материјал за изградњу донијет је из Србије. Душан Михајловић је фрескописао цркву, а фреске су вијерне копије најпознатијих фресака у Србији. Црква је освећена 1968. године.